# Kleine Kinzig
Die Kleine Kinzig, am Unterlauf auch Reinerzau genannt, ist ein Fluss im Schwarzwald, der von nahe Freudenstadt über 20 km lang etwa südwärts fließt und in Schenkenzell von rechts in die obere Kinzig mündet.

## Geographie

### Verlauf

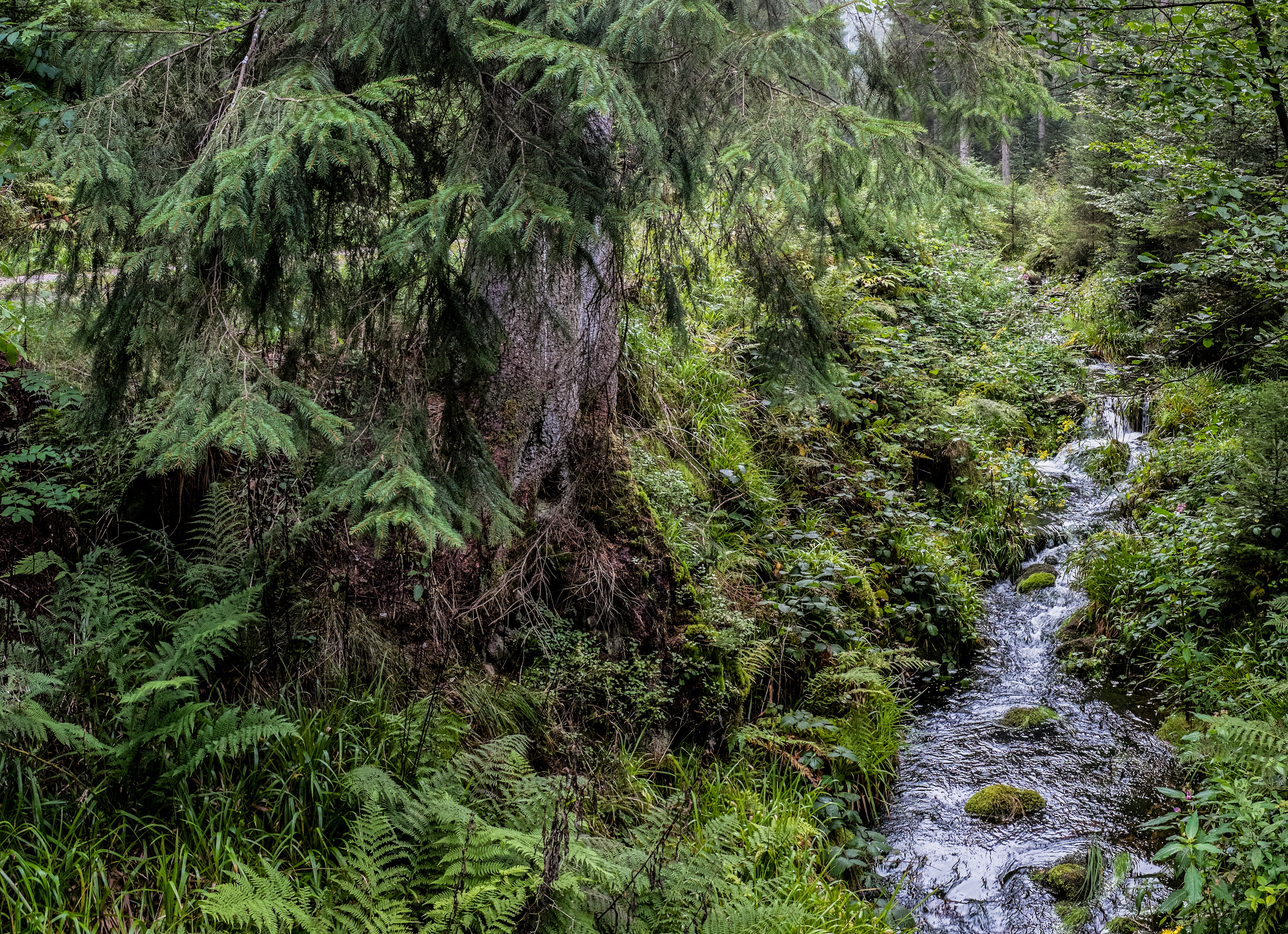
Am Oberlauf der Kleinen Kinzig

Die Kleine Kinzig entspringt südwestlich von Freudenstadt im Nordschwarzwald und durchfließt schon nach wenigen Kilometern die Talsperre Kleine Kinzig.
Anschließend fließt die Kleine Kinzig durch die langgezogene, zur Stadt Alpirsbach gehörende Ortschaft Reinerzau und dann weiter in südlicher Richtung in scharfen Talwindungen durch den Schenkenzeller Ortsteil Kaltbrunn-Vortal, bevor sie schließlich in der Ortsmitte von Schenkenzell in die Kinzig mündet.
Entgegen seinem Namen ist der Fluss nicht kleiner als die östlich nahezu parallel verlaufende Kinzig. Seine mittlere Wasserführung ist an der Mündung mit 1,93 m³/s sogar etwas größer als die der Kinzig mit 1,71 m³/s; außerdem ist die Kleine Kinzig mit rund 20,5 km länger als die bis zum Zusammenfluss nur 18,1 km lange Kinzig, deren Einzugsgebiet bis dorthin mit 76,1 km² über ein Fünftel größer ist.

### Zuflüsse und Seen
Direkte Zuflüsse und  Seen von der Quelle zur Mündung. Auswahl, ohne Mühlkanäle.
- Teufelsbächle, von rechts und Norden kurz vor der Talsperre Kleine Kinzig, 1,6 km
- Durchfließt die Talsperre Kleine Kinzig, 55 ha
- (Bach aus dem Kaspersloch), von rechts in der Kleine-Kinzig-Bucht der Talsperre
- (Bach aus dem Helmlesgrund), von rechts in der Kleine-Kinzig-Bucht der Talsperre
- Hüttenbächle, von links und Nordnordosten in der Talsperre, 4,2 km und 4,9 km²
- Weiherbach, von rechts in der Talsperre kurz vor der Staumauer
- (Bach mit Wasserfall), von rechts kurz nach der Staumauer
- Rötenbächle, von links und Nordnordosten im Oberen Dörfle von Reinerzau, 4,9 km und 5,7 km²
- Hüttenbach, von rechts, 1,4 km
- Tiefengraben, von rechts, durchfließt den  Silbersee
- Oberes Ganzbächle, von links
- Hengstbach, von rechts
- Hartwaldgraben, von links nach dem Unteren Dörfle von Reinerzau
- Lambertsbach, von links vor dem Weiler Vortal von Kaltbrunn
- Kaltbrunner Bach, von rechts und Nordnordwesten in Vortal, 8,0 km mit Oberlauf Laienbächle und 14,0 km²
- Witticher Talbach, zuletzt Klosterbach, von rechts und Nordwesten in Vortal, 4,3 km
- Gallenbächle, von rechts nach Vortal, 1,3 km
- Dürrhofbächle, von rechts, 1,0 km
- Eselgrundbach, von rechts, 1,2 km
- Bruderbach, von rechts in Schenkenzell, 1,1 km

### Ortschaften
Ortschaften am Lauf mit ihren Zugehörigkeiten. Nur die Namen tiefster Schachtelungsstufe bezeichnen Siedlungsanrainer. Von der Quelle zur Mündung. In schwarzwaldtypischer Streusiedlungsstruktur umfassen die Stadt- und Gemeindeteile zahlreiche Zinken und Höfe, von denen viele im Talzug liegen.
Landkreis Freudenstadt:
- Stadt Alpirsbach
  - Stadtteil Reinerzau

Landkreis Rottweil:
- Gemeinde Schenkenzell
  - Gemeindeteil Kaltbrunn
  - Gemeindeteil Schenkenzell

## Sehenswertes
- Talsperre Kleine Kinzig
- Silbersee, ein idyllischer Badesee in naturnah rekultiviertem Steinbruch mit Wasserfall und Grillstelle